# Close as You Get
Close As You Get — студийный альбом ирландского гитариста и певца Гэри Мура, вышедший в 2007-м году.

## Список композиций
1. «If the Devil Made Whisky» (Moore) — 2:48
2. «Trouble at Home» (Moore) — 5:00
3. «Thirty Days» (Chuck Berry) — 3:16
4. «Hard Times» (Moore) — 3:04
5. «Have You Heard?» (John Mayall) — 5:49
6. «Eyesight to the Blind» (Sonny Boy Williamson II) — 2:34
7. «Evenin'» (Swain/Royce) — 5:47
8. «Nowhere Fast» (Moore) — 3:38
9. «Checkin' up on My Baby» (Sonny Boy Williamson II) — 5:24
10. «I Had a Dream» (Moore) — 7:16
11. «Sundown» (Son House) — 7:08

## В записи принимали участие
- Gary Moore — вокал/гитара, Dobro on «Sundown»
- Brian Downey — ударные
- Vic Martin — клавишные
- Pete Rees — бас-гитара
- Mark Feltham — гармоника в песнях «Hard Times» и «Checkin' up on My Baby»
- Продюсеры: Gary Moore и Ian Taylor

Записано и смикшировано в студии Sarm Hookend, за исключением аккомпанементного трека «I Had a Dream», записанного Franco Cameli и ассистентом Joshua Blair в студии Sphere Studios.